# Michel Brion
Michel Brion (1958) é um matemático francês, que trabalha com um ponto de vista de geometria algébrica sobre grupos algébricos e suas ações.

## Formação e carreira
Michel Brion ingressou na École normale supérieure em 1977 e obteve um doutorado em 1982, orientado por Jacques Dixmier, com a tese Sur la théorie des invariants. Atualmente é diretor de pesquisa do Centre national de la recherche scientifique (CNRS) no Instituto Fourier. É autor de mais de 130 artigos de pesquisa. Entre seus tópicos de pesquisa estão a teoria dos invariantes, variedades esféricas, o número de pontos inteiros em politopos com vértices inteiros ou racionais e o estudo da estrutura de grupos algébricos.

## Honras e prêmios
Foi palestrante convidado do Congresso Internacional de Matemáticos em Zurique (1994), na seção de grupos de Lie. Em 1999 recebeu a Medalha de Prata do CNRS e o Prêmio Alexandre-Joannidès de 2010 da Académie des sciences.